# Cabra (kommun)
Cabra är en kommun i Spanien.   Den ligger i provinsen Province of Córdoba och regionen Andalusien, i den södra delen av landet, 300 km söder om huvudstaden Madrid. Antalet invånare är 21 136. Arean är 228 kvadratkilometer. Cabra gränsar till Baena, Doña Mencía, Zuheros, Carcabuey, Rute församling, Lucena, Monturque, Montilla, Castro del Río och Nueva Carteya. 
Terrängen i Cabra är huvudsakligen kuperad, men västerut är den platt.